# Olympische Sommerspiele 1996/Rhythmische Sportgymnastik
Bei den Olympischen Sommerspielen 1996 in der US-amerikanischen Metropole Atlanta wurden zwei Wettbewerbe in der Rhythmischen Sportgymnastik ausgetragen. Sie fanden vom 1. bis 4. August 1996 im Stegeman Coliseum statt.

## Bilanz

### Medaillenspiegel
| Platz  | Land      | Gold | Silber | Bronze | Gesamt |
| ------ | --------- | ---- | ------ | ------ | ------ |
| 1      | Ukraine   | 1    | –      | 1      | 2      |
| 2      | Spanien   | 1    | –      | –      | 1      |
| 3      | Russland  | –    | 1      | 1      | 2      |
| 4      | Bulgarien | –    | –      | 1      | 1      |
| Gesamt | Gesamt    | 2    | 2      | 2      | 6      |

### Medaillengewinner
| Disziplin | Gold                                                                                                | Silber                                                                                                | Bronze |
| --------- | --------------------------------------------------------------------------------------------------- | --- | --- |
| Einzel    | Kateryna Serebrjanska (UKR)                                                                         | Jana Batyrschina (RUS)                                                                                | Olena Witrytschenko (UKR)                                                                                        |
| Gruppe    | SpanienMarta Baldó Nuria Cabanillas Estela Giménez Lorena Guréndez Tania Lamarca Estíbaliz Martínez | BulgarienIna Deltschewa Walentina Kewlijan Marija Kolewa Maja Tabakowa Iwelina Talewa Wjara Wataschka | RusslandJewgenija Botschkarjowa Irina Dsjuba Julija Iwanowa Angelina Juschkowa Jelena Kriwoschei Olga Schtyrenko |

## Ergebnisse

### Einzel
| Platz | Land | Sportlerinnen         | Punkte |
| ----- | ---- | --------------------- | ------ |
| 1     | UKR  | Kateryna Serebrjanska | 39,683 |
| 2     | RUS  | Jana Batyrschina      | 39,382 |
| 3     | UKR  | Olena Witrytschenko   | 39,331 |
| 4     | RUS  | Amina Saripowa        | 39,265 |
| 5     | BUL  | Marija Petrowa        | 39,000 |
| 6     | FRA  | Eva Serrano           | 38,817 |
| 7     | BLR  | Laryssa Lukjanenka    | 38,666 |
| 8     | BLR  | Tazjana Ahryska       | 38,530 |

### Gruppe
| Platz | Land | Sportlerinnen                                                                                                | Punkte |
| ----- | ---- | --- | ------ |
| 1     | ESP  | Marta Baldó Nuria Cabanillas Estela Giménez Lorena Guréndez Tania Lamarca Estíbaliz Martínez                 | 38,933 |
| 2     | BUL  | Ina Deltschewa Walentina Kewlijan Marija Kolewa Maja Tabakowa Iwelina Talewa Wjara Wataschka                 | 38,866 |
| 3     | RUS  | Jewgenija Botschkarjowa Irina Dsjuba Julija Iwanowa Angelina Juschkowa Jelena Kriwoschei Olga Schtyrenko     | 38,365 |
| 4     | FRA  | Charlotte Camboulives Caroline Chimot Sylvie Didone Audrey Grosclaude Frédérique Léhon Nadia Mimoun          | 38,199 |
| 5     | CHN  | Cai Yingying Huang Ting Huang Ying Zheng Ni Zhong Li                                                         | 37,999 |
| 6     | BLR  | Natallja Budsila Wolha Demskaja Aksana Schdanowitsch Swjatlana Lusanowa Halina Malaschanka Alessja Pochodina | 37,982 |